# DoubleClick
DoubleClick — дочірня компанія Google, яка розробляє та надає послуги інтернет-реклами. Була заснована в 1996 році, і має серед своїх партнерів найбільші сайти — такі, як MySpace, The Wall Street Journal і America Online.
Компанія була одним з піонерів інтернет-реклами, і стала однією з небагатьох компаній, які пережили крах «доткомів» 2000—2001 років. 2005 року вона була куплена двома фондами прямих інвестицій за 1,1 млрд доларів. Торік компанія заробила близько 300 млн доларів від рекламних оголошень, що були показані на сайтах-партнерах.

## Купівля компанією Google
14 квітня 2007 року була досягнута угода про покупку компанії DoubleClick корпорацією Google за 3,1 млрд доларів. Це майже вдвічі перевищує ціну, яку компанія віддала за попередню, найбільшу покупку в її історії — відеохостингу YouTube ($ 1,65 млрд).
У 2018 році Google зробив ребрендинг DoubleClick, розділивши його на: DoubleClick Bid Manager, DoubleClick Campaign Manager, DoubleClick for Publishers, AdWords and Google Ad Exchange. Нині в професійному середовищі «правонаступником» DoubleClick вважається інструмент Campaign Manager 360, що є складовою Google Marketing Platform.